# Nyctalus furvus
Nyctalus furvus (Imaizumi & Yoshiyuki, 1968) è un pipistrello della famiglia dei Vespertilionidi endemico del Giappone.

## Descrizione

### Dimensioni
Pipistrello di medie dimensioni, con la lunghezza della testa e del corpo tra 77 e 78,5 mm, la lunghezza dell'avambraccio tra 50,6 e 52,2 mm, la lunghezza della coda tra 48 e 48,5 mm, la lunghezza del piede tra 11,8 e 13,5 mm, la lunghezza delle orecchie tra 14,6 e 17,5 mm.

### Aspetto
La pelliccia è corta, densa, vellutata e si estende sulle ali fino all'altezza dei gomiti e delle ginocchia. Il colore generale del corpo è bruno-giallastre scure con la base dei peli più scura. Il muso è largo, dovuto alla presenza di due masse ghiandolari ai lati e con le narici proiettate in avanti e verso l'esterno, separate da un solco profondo. Le orecchie sono corte, triangolari e ben separate, con l'estremità arrotondata, la superficie interna ricoperta finemente di papille e l'antitrago basso e lungo che si estende in avanti fino all'angolo posteriore della bocca. Il trago è molto corto, con i bordi concavi e più largo verso l'estremità arrotondata. Le membrane alari sono lunghe, sottili, nerastre e attaccate posteriormente alla base dell'alluce. Le zampe sono corte e robuste. La punta della coda si estende leggermente oltre l'ampio uropatagio, il quale è ricoperto di peli alla base. Il calcar è corto, tozzo e carenato. Il cariotipo è 2N=44 FNa=52.

## Biologia

### Comportamento
Si rifugia nelle cavità degli alberi. Iberna all'interno di edifici.

### Alimentazione
Si nutre di insetti.

## Distribuzione e habitat
Questa specie è conosciuta soltanto nelle prefetture di Iwate e Fukushima sull'isola giapponese di Honshū.
Vive nelle foreste primarie.

## Conservazione
La IUCN Red List, considerato l'areale limitato, seriamente limitato e con l'habitat forestale in declino nella qualità e nell'estensione, classifica N.furvus come specie vulnerabile (VU).